# Her Hero
Her Hero és una pel·lícula muda de la Vitagraph digirida per Van Dyke Brooke i protagonitzada per John Bunny i Flora Finch. Es tracta d’una de les típiques comèdies de la parella popularment conegudes com a “Bunnygraphs”. La pel·lícula, d’una bobina, es va estrenar el 30 de setembre de 1911. Es considera una pel·lícula perduda.

## Argument
Els són una parella recentment casada. La senyora Brown té una fixació amb que poden entrar lladres a casa seva però el seu marit la tranquil·litza dient-li que mentre ell estigui al seu costat no ha de témer res. Li explica sopars de duro en els que descriu com durant la seva vida ha afrontat grans perills i ella es tranquil·litza. La senyora Brown se’n va a dormir i el marit tanca totes les portes i finestres abans de seguir-la.
Durant la nit, la senyora Brown sent un soroll i desperta el seu marit per avisar-lo que algú està intentant entrar a la casa. El senyor Brown, pensant que només són imaginacions de la seva dona s'aixeca i pistola en mà baixa per trobar-se amb l'intrús. Té però una gran sorpresa en veure que realment hi ha un lladre. Brown s'ensorra i incapaç de deixar de tremolar crida demanant ajuda. La senyora Brown corre a ajudar el seu marit, agafa el revòlver i dispara al lladre que es bat en retirada. Amb els nervis ella és incapaç d’adonar-se del que acaba de fer i s'abraça, agitada, al seu marit. Ell s'atorga tota la glòria i convenç la seva dona que gràcies a ell poden dormir tranquils.

## Repartiment
- John Bunny (Mr. Brown)
- Flora Finch (Mrs. Brown)
- Maurice Costello
- Norma Talmadge
- Mary Maurice
- Etienne Girardot